# Vulcanii noroioși de la Filiaș
Vulcanii noroioși de la Filiaș (monument al naturii) alcătuiesc o arie protejată de interes național ce corespunde categoriei a III-a IUCN (rezervație naturală de tip geologic), situată în estul Transilvaniei, pe teritoriul județului Harghita.

## Localizare
Aria naturală se află în extremitatea sud-vestică a județului Harghita (la limita de graniță cu județul Mureș), pe teritoriul administrativ al orașului Cristuru Secuiesc (în partea sud-vestică a satului Filiaș), aproape de drumul comunal DC43 care leagă drumul național DN13 de localitatea Filiaș.

## Descriere
Rezervația naturală (cunoscută de localnici sub denumirea de „Colcăitor”) reprezintă o zonă mlăștinoasă (cu vegetație specifică zonelor umede) în arealul căreia sunt prezente patru conuri de vulcani noroioși; unul dintre aceștia având o activitate permanentă (dar scăzută) cu emanații de gaze și noroi. Aceasta a fost declarată arie protejată prin Legea Nr.5 din 6 martie 2000 (privind aprobarea Planului de amenajare a teritoriului național - Secțiunea a III-a - zone protejate), publicată în Monitorul Oficial al României, Nr.152 din 12 aprilie 2000 și se întinde pe o suprafață de un hectar. 
La nivelul ierburilor vegetează o plantă cunoscută de localnici sub denumirea populară de broscăriță (Triglochin palustris), specie floristică protejată (la nivel european) prin Directiva 92/43/CE (anexa I-a) din 21 mai 1992 (privind conservarea habitatelor naturale și a speciilor de faună și floră sălbatică).